# Was treibt die Maus im Badehaus?
Was treibt die Maus im Badehaus?, auch geführt unter dem Titel Drei Bayern in Bangkok und Drei Oberbayern auf Dirndljagd, ist eine deutsche Softsexfilmkomödie aus dem Jahre 1975 von Siggi Götz mit Franz Muxeneder in einer Doppelrolle.

## Handlung
Das kleine Dorf Vogelbrunn liegt in Oberbayern. Hier haben noch die Honoratioren das Sagen, doch einige von ihnen, vor allem der Dorfpfarrer und der Bürgermeister Ploderer, können sich überhaupt nicht leiden. Jeder traut dem anderen nicht über den Weg, und gemeinsam spionieren sie einander hinterher. Bei seinen Ermittlungen muss der moralische gefestigte Pfarrer entrüstet feststellen, dass der Herr Bürgermeister ganz offensichtlich demnächst den „Bumsbomber“ nach Thailand besteigen will, um sich in Bangkok höchst irdischen Vergnügen hinzugeben. Ebenfalls dabei wird der Braumeister Toni Huber sein, der jedoch seinen Ostasientrip als Geschäftsreise ankündigt, auf der er neue Bierlieferverträge mit den Thais abschließen möchte.
Hochwürden sieht endlich die Gelegenheit kommen, seinen alten Widersacher Ploderer mal so richtig bloßzustellen und reist heimlich mit. Der Gottesmann hat nicht die geringste Ahnung, was ihn im Hotel erwartet, das Ploderer und Huber für sich gebucht haben. Dort werden seine schlimmsten Erwartungen noch übertroffen: Dort gibt es nicht nur willige Thai-Mädchen mit angeschlossenem Badehaus und sexhungrige Touristinnen, sondern er trifft auch noch auf die Hoteliersgattin Löffler und einen Taschendieb namens Fred Greifmann, der ihm, dem Pfarrer, bis aufs Haar gleicht. Langfinger Greifmann bemächtigt sich sofort der Handtasche von Frau Löffler. Das Diebesgut beinhaltet ein Foto, das die Dame beim Seitensprung zeigt. Augenblicklich hetzt die Bestohlene einen Ganoven auf Greifmann, um das Foto zurückzubekommen. Mit drei Bajuwaren, einer fremdgehenden Deutschen und einem diebischen Doppelgänger des Pfarrers gehen die Turbulenzen nun erst richtig los.

## Produktionsnotizen
Was treibt die Maus im Badehaus? wurde 1975 in Bayern und in Bangkok gedreht und am 17. Februar 1976 uraufgeführt.
Erich Tomek übernahm die Produktionsleitung und schrieb unter dem Pseudonym Florian Burg auch das Drehbuch. Otto W. Retzer war Aufnahmeleiter, Carl Schenkel Regieassistent.
Otto W. Retzer agierte zugleich als Double für Hauptdarsteller Franz Muxeneder in dessen Doppelrolle bei der Wasserskijagd durch die Kanäle von Bangkok.

## Kritik
Das Lexikon des Internationalen Films nannte das Filmchen ein „läppisches, zähflüssiges Sexlustspiel, das mit Verwechslungen, primitiven Sexszenen und albern-peinlichen Witzchen über die Runden zu kommen versucht“.